# Goravinakal, Hosadurga
Goravinakal là một làng thuộc tehsil Hosadurga, huyện Chitradurga, bang Karnataka, Ấn Độ.